# Казеян, Хачатур Ашотович
Хачатур Ашотович Казеян (арм. Խաչատուր Աշոտի Ղազեյան) — армянский учёный и управленец, ректор Академии государственного управления Армении (2022—н. в.).

## Биография
Родился 14 августа 1985 года в Ереване. В 1992—2000 годах учился в средней школе № 88 имени Иоганнеса Лепсиуса, в 2000—2002 годах — в базовом колледже Ереванского государственного университета архитектуры и строительства.
В 2002—2007 годах обучался в Ереванском государственном университете архитектуры и строительства, в 2007—2009 годах — в Академии государственного управления Армении (АГУ РА). В 2010 годах защитил диссертацию и получил учёную степень кандидата технических наук в Государственном аграрном университете Армении (сейчас Национальный аграрный университет Армении, НАУА).
В 2009—2010 годах работал в отделе геоинформации Центра геодезии и картографии Государственного комитета кадастра недвижимого имущества Армении.
С 2010 года работает в АГУ РА: с 2011 года — начальник отдела практики, с 2014 — начальник отдела магистратуры, с 2021 года — и. о. ректора, с 2022 года — ректор.
С 2011 года работает в НАУА. В 2015 году получил учёное звание доцента. В 2016—2018 годах входил в диссертационный совет 033 по специальности Զ.01.01 при НАУА.
С 2022 года является доцентом кафедры картографии и геоморфологии факультета географии и геологии Ереванского государственного университета.
Является автором 24 научных статей и 1 учебно-методической работы.
Состоит в браке, имеет троих детей.